# Abraham Teniers

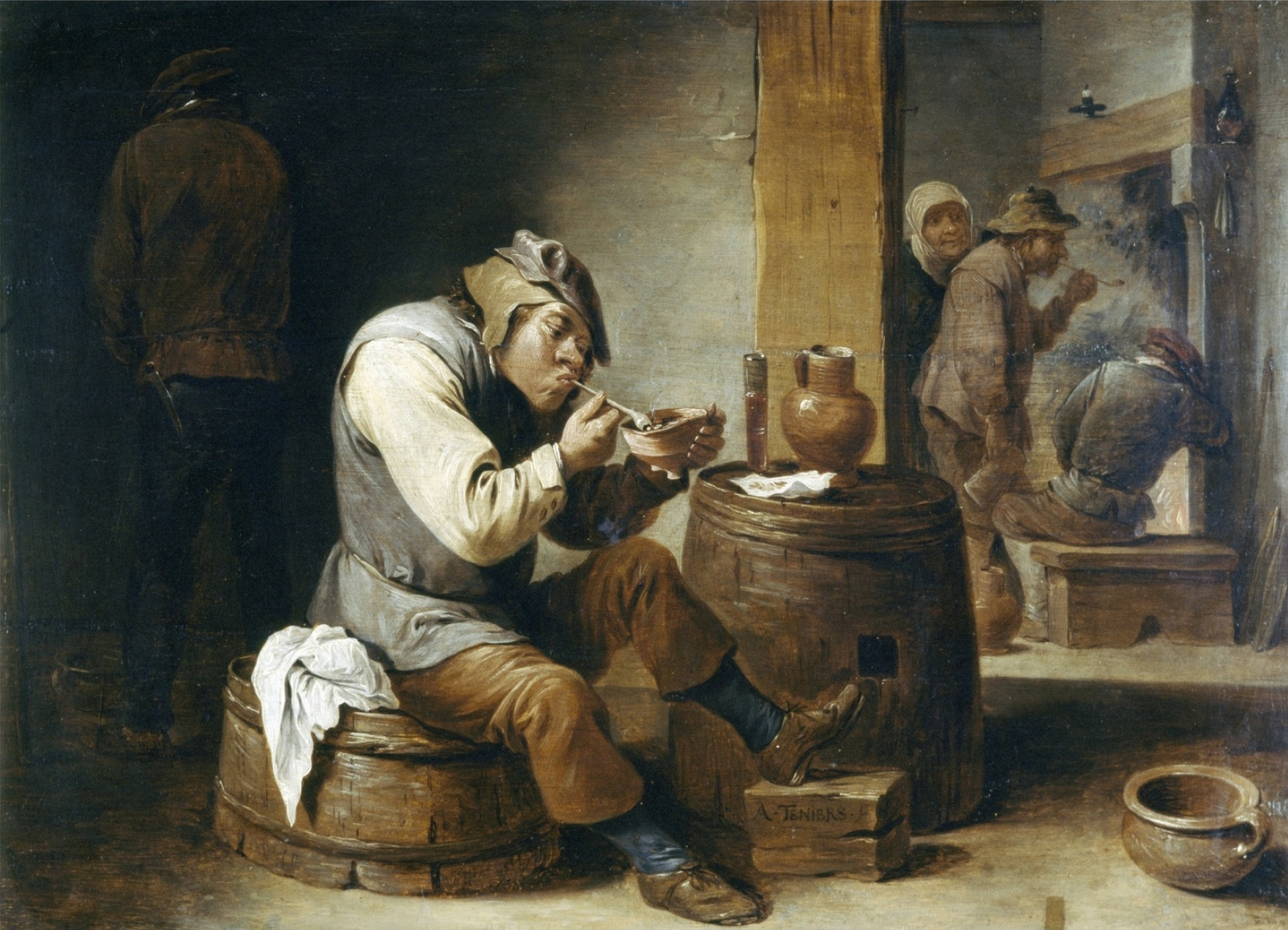
Uomo che si accende la pipa in un'osteria, Palazzo Rosso, Genova

Abraham Teniers (Anversa, 1629 – 1670) è stato un pittore fiammingo.

## Biografia
Fratello del più celebre David Teniers, si ritiene che sia stato inoltre suo allievo. L'influenza del fratello si nota in tutti i suoi lavori, fino a far pensare all'imitazione. A tal proposito numerose sue opere sono in passato state attribuite a David, nonostante vi sia tra i due artisti un'evidente differenza di valori artistici. Entrambi i fratelli sono autori di singerie.